# Debden (metropolitana di Londra)
La stazione di Debden è una stazione della linea Central della metropolitana di Londra.

## Storia
La stazione è stata aperta dalla Great Eastern Railway (GER) nell'aprile del 1865 con il nome di Chigwell Road in occasione del prolungamento della linea fino a Epping ed Ongar, ed è stata rinominata Chigwell Lane a dicembre dello stesso anno. Qui è ambientata la ballata vittoriana The Chigwell Stationmaster's Wife, infatti l'odierna stazione di Chigwell è stata aperta solo nel 1903.
Il servizio è rimasto sospeso tra il 1916 e il 1919 durante la prima guerra mondiale, per passare nel 1923 sotto la gestione della London & North Eastern Railway (LNER) e nel 1948 sotto la British Railways. 
A partire dal 1949 è cominciato il servizio della linea Central e il nome della stazione è cambiato in Debden. Nell'aprile del 1966 è stato chiuso lo scalo merci.
Nell'aprile 2021 sono stati completati i lavori per rendere la stazione accessibile a passeggeri con disabilità.

## Interscambi
Nelle vicinanze della stazione effettuano fermata alcune linee urbane automobilistiche.
- Fermata autobus

## Galleria d'immagini

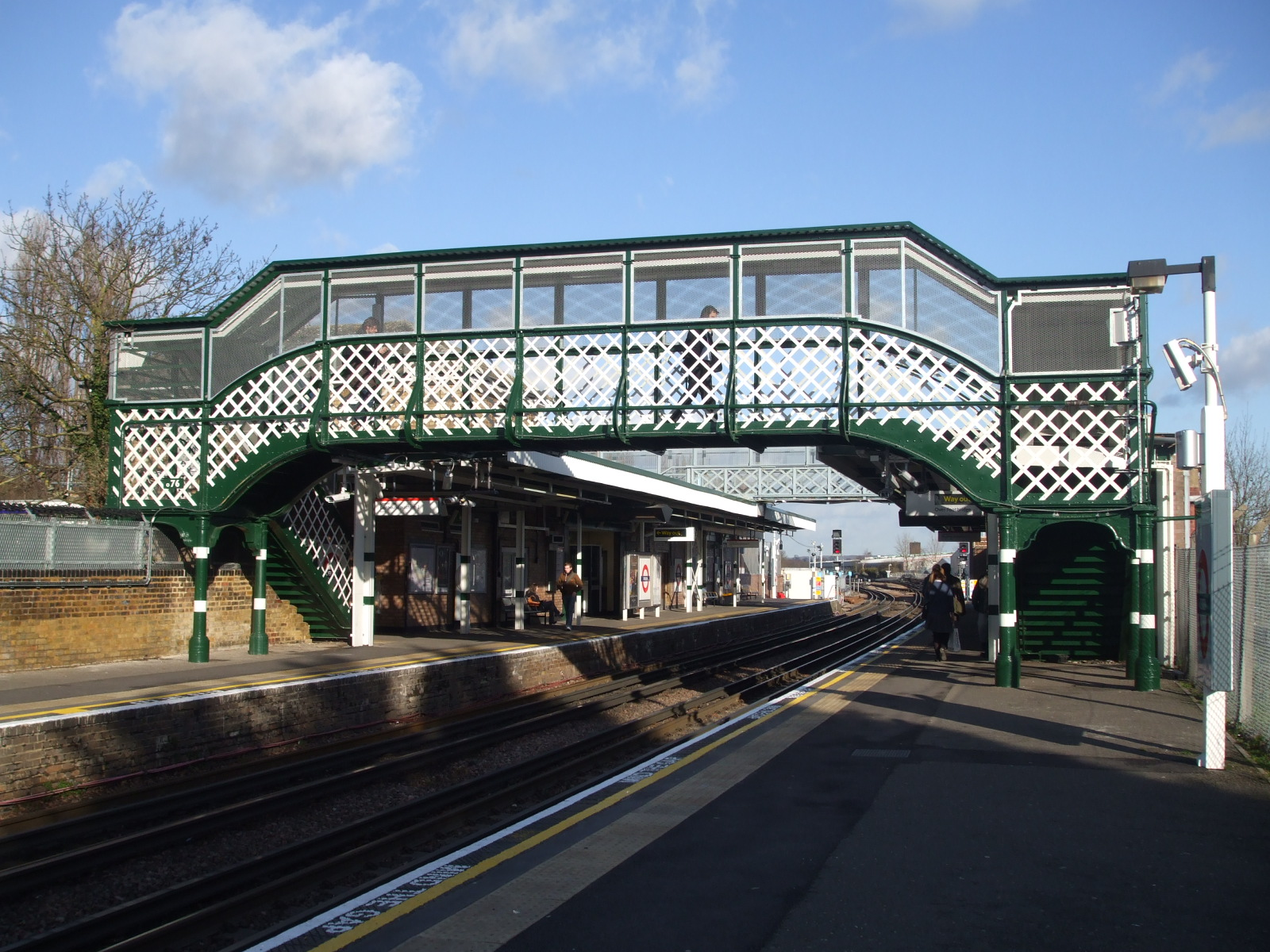
Il binario est
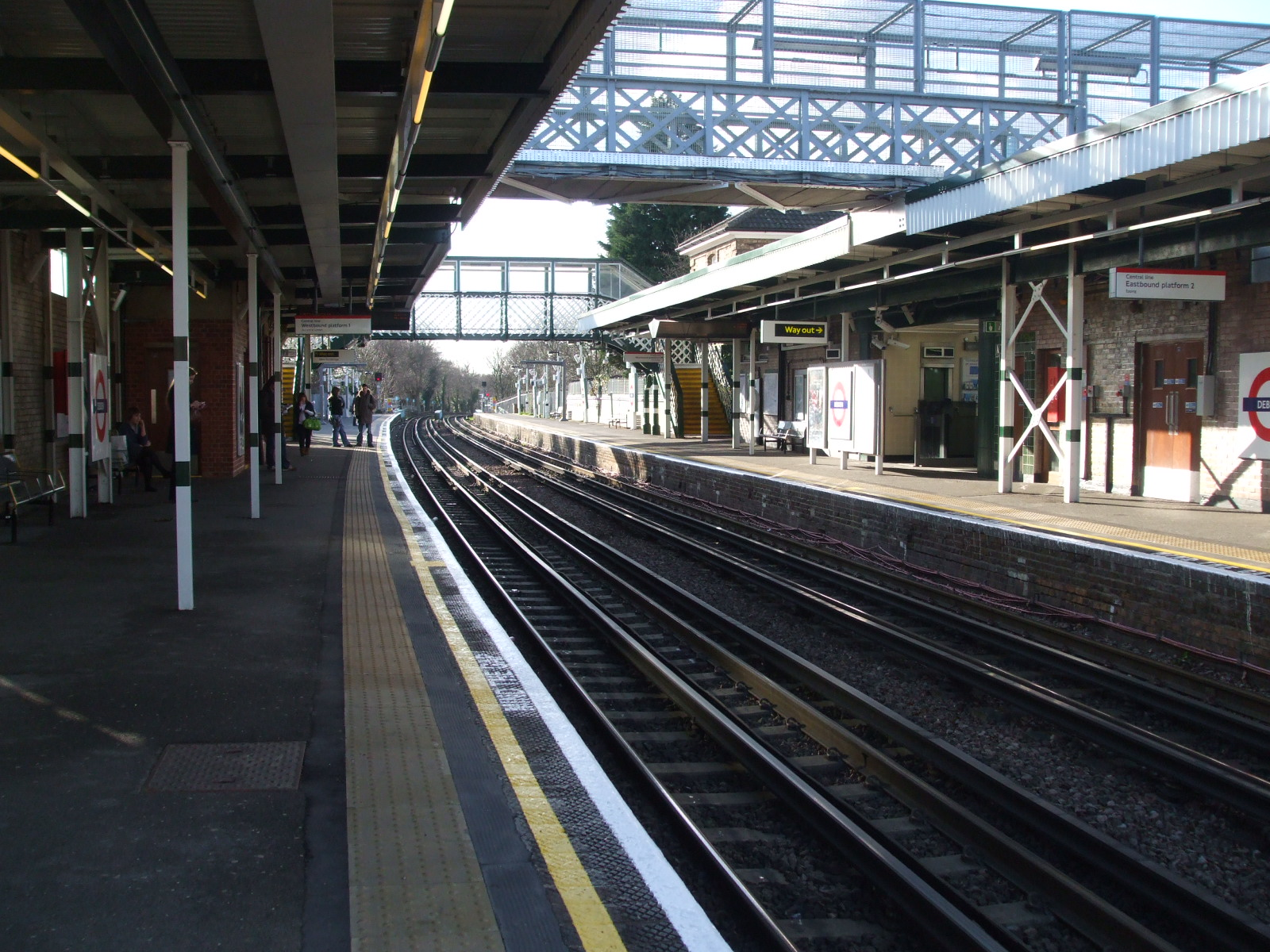
Il binario ovest
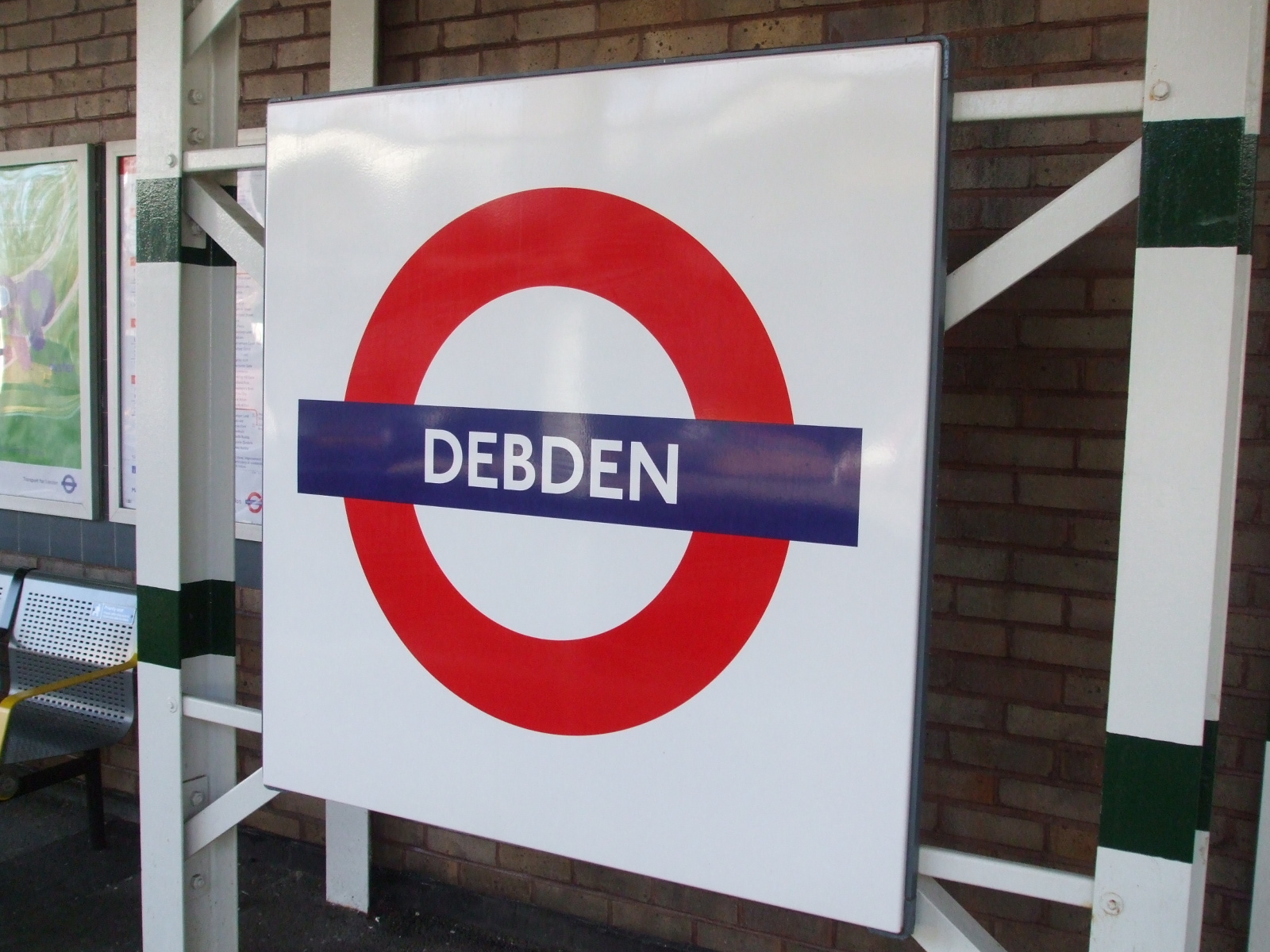
Il simbolo della metropolitana nella stazione di Debden